# Lecane boorali
Lecane boorali är en hjuldjursart som beskrevs av Koste och Russell J.Shiel 1983. Lecane boorali ingår i släktet Lecane och familjen Lecanidae. Inga underarter finns listade i Catalogue of Life.